# La Roche-de-Glun
La Roche-de-Glun település Franciaországban, Drôme megyében. Lakosainak száma 3579 fő (2022. január 1.). La Roche-de-Glun Châteaubourg, Cornas, Glun, Mauves, Tournon-sur-Rhône, Bourg-lès-Valence, Châteauneuf-sur-Isère, Mercurol-Veaunes és Pont-de-l’Isère községekkel határos.

## Népesség
A település népességének változása:
| Lakosok száma | 1227 | 2113 | 2800 | 3143 | 3188 | 3258 | 3272 | 3395 | 3456 | 3579 |
|               | 1968 | 1982 | 1990 | 2006 | 2013 | 2015 | 2017 | 2019 | 2020 | 2022 |